# Lac Lasin
Le lac Lasin est un lac situé dans les Alpes italiennes dans le parc national du Grand-Paradis à 2 104 m d'altitude sur le territoire de la commune de Ronco Canavese.

## Source de la traduction
- (it) Cet article est partiellement ou en totalité issu de l’article de Wikipédia en italien intitulé « Lago Lasin » (voir la liste des auteurs).